# بوبي براون (لاعب كرة قدم أيرلندي)
بوبي براون (بالإنجليزية: Bobby Browne)‏ (9 يونيو 1962 في جمهورية أيرلندا - ) هو مدرب كرة قدم ولاعب كرة قدم أيرلندي في مركز الوسط. لعب مع أردز وباتريك أتلتيك ودرودا يونايتد ونادي دوندالك ونادي شامروك روفرز ونادي شيلبورن وMonaghan United F.C. ‏ وأثلون تاون ‏.

## وصلات خارجية
- بوبي براون على موقع قاعدة بيانات كرة القدم.إي يو (الإنجليزية)